# Президент Югославии
Президент Югославии (серб. и черног. Председник Југославије, босн. и хорв. Predsjednik Jugoslavije, словен. Predsednik Jugoslavije, макед. Претседател на Југославија) — должность главы югославского государства, существовавшая в 1953—1980 и 1992—2006 годах. Полное название должности по периодам:
- Президент Федеративной Народной Республики Югославия (1953—1963);
- Президент Социалистической Федеративной Республики Югославия (1963—1980);
- Президент Союзной Республики Югославия (1992—2003);
- Президент Государственного Союза Сербии и Черногории (2003—2006).

## История должности
Конституция Федеративной Народной Республики Югославия (ФНРЮ) 1946 года юридически упразднила в стране монархию (фактически упразднённую в 1941 году) и установила парламентскую республику. В качестве главы государства, по советскому образцу, был определён коллективный орган — Президиум Народной скупщины ФНРЮ, председателем которого стал Иван Рибар. Этот орган имел лишь номинальные полномочия — носителем исполнительной власти в стране было правительство во главе с премьер-министром Иосипом Брозом Тито. Вышеописанная система государственной власти действовала в Югославии в период с 1946 по 1953 год.
В 1953 году был принят Конституционный закон, внёсший значительные поправки в Конституцию 1946 года. Согласно этим поправкам, страна становилась президентской республикой. Главой государства, вместо упразднённого Президиума Народной скупщины, стал Президент, избираемый Скупщиной и одновременно являющийся председателем Союзного Исполнительного Вече (СИВ; такое название получило правительство) и главнокомандующим Вооружёнными силами. Президент не мог быть избран на этот пост более двух раз. 14 января 1953 года Скупщина избрала Тито президентом ФНРЮ; впоследствии он переизбирался на этот пост 29 января 1954 года и 19 апреля 1958 года.
В 1963 году была принята новая Конституция, переименовавшая страну в Социалистическую Федеративную Республику Югославию (СФРЮ). Эта Конституция по-прежнему содержала ограничение президентских сроков, но делала исключение лично для Тито, который получил право переизбираться неограниченно. Также, согласно новой Конституции, президент СФРЮ перестал быть одновременно председателем СИВ; отныне кандидат на эту должность выдвигался президентом и утверждался Скупщиной. При этом президент сохранил право участия в заседаниях СИВ, а также остался главнокомандующим Вооружёнными силами. Наконец, новой Конституцией вводилась должность Вице-президента, который избирался вместе с президентом и замещал его в случае отставки, болезни или смерти; в 1967 году эта должность была упразднена. В том же 1963 году, вскоре после принятия Конституции, Тито был переизбран на пост президента; в 1968 году его переизбрали ещё раз.
Поправки к Конституции, принятые в 1971 году, учредили новый коллективный орган — Президиум СФРЮ, состоящий из президента СФРЮ (председателя Президиума ex officio) и представителей от республики и автономных краёв страны. В 1974 году была принята новая, третья по счёту Конституция СФРЮ, в соответствии с которым Тито стал пожизненным президентом Югославии. Также эта Конституция установила, что после смерти Тито в стране будет введено коллективное руководство; власть перейдёт к Президиуму СФРЮ, избираемому на 5 лет парламентами республик и автономных краёв, председатель которого будет сменяться раз в год в порядке ротации. 4 мая 1980 года Тито скончался, и вышеупомянутое положение Конституции вступило в силу. Пост президента СФРЮ был упразднён, полномочия главы государства перешли к председателю Президиума СФРЮ Лазару Колишевскому. В дальнейшем, как и было предусмотрено Конституцией, председатели Президиума сменялись раз в год до 1992 года.
В процессе распада Югославии большинство бывших республик СФРЮ провозгласило независимость; в составе Югославии остались лишь Сербия и Черногория, объединившиеся в Союзную Республику Югославию (СРЮ). В СРЮ вновь была введена должность президента, избираемого Скупщиной на 4 года. 15 июня 1992 года на неё был избран Добрица Чосич. В июне 1993 года, после отставки Чосича, его сменил Зоран Лилич, проработавший полный четырёхлетний срок. В 1997 году Лилича сменил Слободан Милошевич, бывший президент Сербии.
В 2000 году были внесены изменения в процедуру выборов президента СРЮ; отныне он выбирался не Скупщиной, а всенародным голосованием. В результате выборов и последующей за ними революции новым президентом стал Воислав Коштуница, остававшийся на своём посту до 2003 года.
В 2003 году СРЮ была преобразована в конфедеративный Государственный Союз Сербии и Черногории (ГССЧ). Полномочия центральной власти, в том числе и президентские, были сильно урезаны в пользу республик (Сербии и Черногории), каждая из которых имела право выхода из союза после трёх лет его существования. Президентом и, одновременно, главой правительства ГССЧ стал Светозар Марович.
В 2006 году Черногория воспользовалась своим правом выхода из ГССЧ и провела успешный референдум о независимости, что повлекло за собой роспуск ГССЧ — последнего государства-правопреемника Югославии. С роспуском ГССЧ прекратила существование и должность президента Югославии.

## Штандарты
- Штандарт президента ФНРЮ и СФРЮ
- Штандарт президента СРЮ и ГССЧ

## Список президентов Югославии

### Президент Федеративной Народной Республики Югославия (1953—1963)Президент Социалистической Федеративной Республики Югославия (1963—1980)
| №. | Портрет | Имя (годы жизни)            | Вступил в должность | Покинул должность | Политическая партия        |
| -- | ------- | --------------------------- | ------------------- | ----------------- | -------------------------- |
| 1  |         | Иосип Броз Тито (1892—1980) | 14 января 1953 года | 4 мая 1980 года   | Союз коммунистов Югославии |

### Президенты Союзной Республики Югославия (1992—2003)
| №.      | Портрет | Имя (годы жизни)               | Вступил в должность | Покинул должность   | Политическая партия                           |
| ------- | ------- | ------------------------------ | ------------------- | ------------------- | --------------------------------------------- |
| 2       |         | Добрица Чосич (1921—2014)      | 15 июня 1992 года   | 1 июня 1993 года    | Беспартийный                                  |
| (и. о.) |         | Милош Радулович (1929—2017)    | 1 июня 1993 года    | 25 июня 1993 года   | Демократическая партия социалистов Черногории |
| 3       |         | Зоран Лилич (род. 1953)        | 25 июня 1993 года   | 25 июня 1997 года   | Социалистическая партия Сербии                |
| (и. о.) |         | Срджа Божович (род. 1955)      | 25 июня 1997 года   | 23 июля 1997 года   | Демократическая партия социалистов Черногории |
| 4       |         | Слободан Милошевич (1941—2006) | 23 июля 1997 года   | 7 октября 2000 года | Социалистическая партия Сербии                |
| 5       |         | Воислав Коштуница (род. 1944)  | 7 октября 2000 года | 7 марта 2003 года   | Демократическая партия Сербии                 |

### Президент Государственного Союза Сербии и Черногории (2003—2006)
| №. | Портрет | Имя (годы жизни)             | Вступил в должность | Покинул должность | Политическая партия                           |
| -- | ------- | ---------------------------- | ------------------- | ----------------- | --------------------------------------------- |
| 6  |         | Светозар Марович (род. 1955) | 7 марта 2003 года   | 5 июня 2006 года  | Демократическая партия социалистов Черногории |